# Phelsuma laticauda
Phelsuma laticauda es una especie de gecko que pertenece al género Phelsuma de la familia Gekkonidae. Es nativo de Madagascar.

## Distribución y hábitat
Es nativo del norte de Madagascar.  Ha sido introducido en varias islas, incluyendo Comoras, Polinesia Francesa, Mauricio, Mayotte, Reunión, Hawái. También se distribuye también en Seychelles, aunque se desconoce su origen.

## Taxonomía
Se reconoce las siguientes subespecies:
- Phelsuma laticauda laticauda Boettger, 1880
- Phelsuma laticauda angularis Mertens, 1964